# Ninjabread Man
Ninjabread Man est un jeu vidéo de plates-formes développé par Data Design Interactive et sorti en 2005 sur Windows, Wii et PlayStation 2.

## Accueil
- IGN : 1,5/10 (Wii)[1]